# Kinetika polyreakcí
Kinetika polymerizačních reakcí (polyreakcí) je část chemie, která se zabývá studiem rychlosti a mechanismů polymeračních procesů. Znalost kinetiky těchto reakcí je zásadní pro kontrolu molekulové struktury, vlastností a efektivity výroby polymerů, což má široké uplatnění v průmyslu, od výroby plastů a syntetických vláken až po speciální aplikace, jako jsou biomedicínské materiály a nanotechnologie. 

## Obecné principy chemické kinetiky
Chemická kinetika je rozsáhlou partií fyzikální chemie, která se zabývá rychlostmi chemických reakcí. Rychlost chemické reakce je definovaná jako rozsah reakce uskutečněnou za jednotku času.
{\displaystyle \nu _{A}A+\nu _{B}B+...+\nu _{N}N}
{\displaystyle J={\frac {\mathrm {d} \xi }{\mathrm {d} t}}}
Kde {\displaystyle \nu } je koeficient vyjadřující počet molů a {\displaystyle \xi } je rozsah reakce, který vyjadřuje kolik molů určité látky zreagovalo, přičemž se bere v úvahu její stechiometrický koeficient, dle {\displaystyle \nu _{i}=n_{i}^{0}+\nu \xi }. V praxi se zpravidla používá definice reakční rychlosti vztažené na jednotkový objem. 
{\displaystyle r={\frac {\mathrm {d} \xi }{\mathrm {V} dt}}}
Rychlosti chemických reakcí zpravidla popisujeme pomocí rychlostní rovnice. Rychlostní rovnice popisuje závislost rychlosti reakce na koncentraci a teplotě reagujících látek. {\displaystyle {\frac {dc}{dt}}} je změna koncentrace nějaké látky za daný čas, {\displaystyle c_{A}} a {\displaystyle c_{B}} jsou koncentrace jednotlivých složek podílejíc se na reakci a {\displaystyle \alpha } a {\displaystyle \beta } vyjadřují řád reakce, kde jejich součet označuje jako celkový řád reakce. 
{\displaystyle r={\frac {dc}{dt}}=k(T)c_{A}^{\alpha }c_{B}^{\beta }}
Veličina {\displaystyle k(T)} v rychlostní rovnici je rychlostní konstanta. Závislost rychlostní konstanty na teplotě vystihuje Arrheinova rovnice.
{\displaystyle k=Ae^{\frac {-E_{\rm {a}}}{RT}}}

## Kinetika polyreakcí
Polymerační reakce obecně rozdělujeme na stupňovité a řetězové polymerace. V závislosti na typu polymeračního mechanismu lze aplikovat rozdílné kinetické modely.
Stupňovité polyreakce, lze dál rozdělit na polykondenzace a polyadice. U polykondenzace se při reakci dvou funkčních skupin odštěpuje nízkomolekulární produktu (např. voda nebo methanol). Typickým příkladem polykondenzační reakce je výroba polyamidu 6,6, používaného pro výrobu kytarových strun a textilních vláken nebo výroba fenol-formaldehydových pryskyřic využívaných především k výrobě kulečníkových koulí či k výrobě bakelitu.

Polykondenzační reakce hexamethylendiaminu a kyseliny adipové za vzniku polyamidu 6,6 (Nylon 66)

Polyadice na druhou stranu neposkytují štěpný nízkomolekulární produktu. Typickým příkladem polyadice je výroba polyurethanu používaného v opěrkách sedaček automobilů a jako izolačního materiálu.

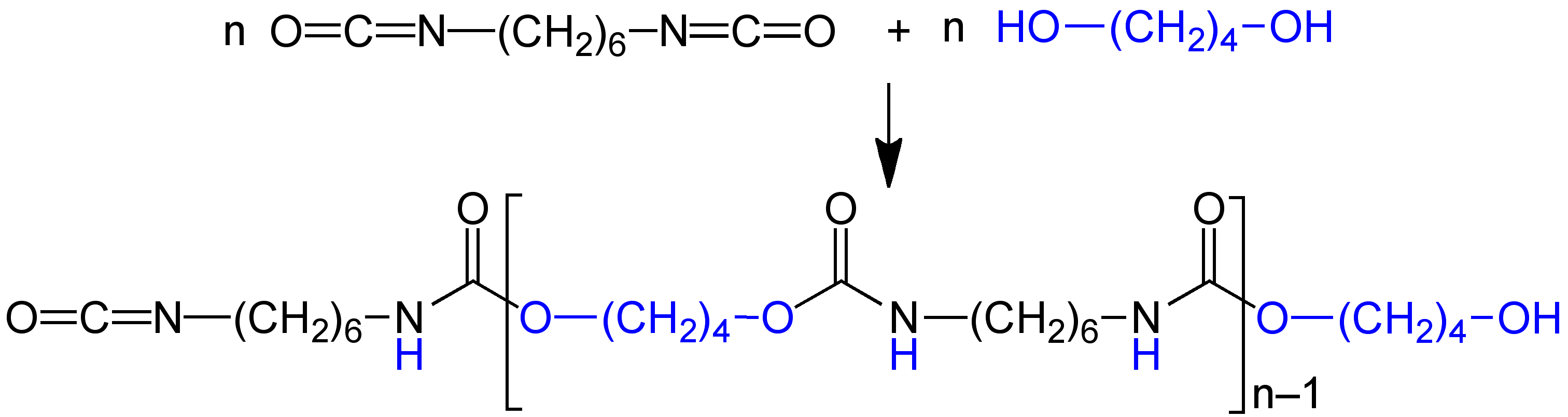
Polyadiční reakce diisokyanátu a diolu za vzniku polyurethanu

Řetězové reakce lze také dále dělit, a to na radikálové, iontové a koordinační polymerace. Radikálové reakce se typicky uplatňují například u výroby polystyrenu, kde hlavní podmínkou pro růst řetězce je aktivní radikál, který je zprostředkován přidáním iniciátoru do reakční směsi. Iniciátor zaručí zaktivizování monomeru do podoby aktivního radikálu, který pak slouží jako růstové centrum. Iontová polymerace se uplatňuje například při výrobě polyisobutylenu, hlavní složky žvýkaček, kde růstovým centrem je vzniklý kationt/aniont. Koordinační polymerace jsou mechanisticky složitějším typem polyreakce, u kterých se využívá katalýzy za pomoci organokovových katalyzátorů nebo katalyzátorů na bázi metalocenů. 
Všechny výše zmíněné mechanismy ovlivňují, jakým způsobem je přistupováno k modelování kinetiky v závislosti na iniciaci reakce, propagaci růstových center a terminaci polyreakce.

## Kinetika stupňovitých polymerací

### Reaktivita a rychlost reakce
Kinetické průběhy polyreakcí se výrazně liší od nízkomolekulárních látek. P. Flory zjistil, že při esterifikaci či saponifikaci esterů rychlostní konstanty velmi rychle konvergují ke konstantní hodnotě s rostoucím počtem uhlíků. Tato skutečnost byla zobecněna i na polyreakce, avšak nelze tvrdit, že by rychlost zůstala konstantní během celého průběhu reakce, neboť polymerace závisí na několika faktorech, kterými jsou: 
- Koncentrace reaktivních skupin;
- Rychlost reakce se zmenšuje s rostoucí konverzí polymeru;
- Nad danou kritickou hodnotu molekulové hmotnosti se může stát polymer nerozpustný;
- Může dojít k akumulaci nízkomolekulárního produktu, čímž se posune rovnováha směrem k reaktantům;
- Kvůli zvyšující se viskozitě polymerizačního média může dojít ke sníženému transportu reaktantů.

K realizaci polykondenzace musí dojít ke kontaktu reaktivních koncových skupin vlivem rotace kolem volné vazby. Jakmile se řetězce octnou v těsné blízkosti "v kleci" je zde určitá šance pro jejich vzájemné zreagování. Tuto situaci lze popsat tímto mechanismem:
{\displaystyle {\ce {-A{+}{-B}<=>[k_{i}][k_{o}](-A{+}B-)->[{k_{r}}]ab}}}
Rychlost, kterou skupina A a B reagují za vytvoření ab vazby, proto závisí na relativních rychlostech tří procesů: rychlost difúze do vzájemné blízkosti {\displaystyle k_{i}}, rychlost kdy molekuly difundují směrem od sebe {\displaystyle k_{o}} a rychlost, za které "uvězněné" skupiny A a B zreagují {\displaystyle k_{r}}. Vztahy týkající se vzniku ab vazby lze vyjádřit s pomocí rychlostní konstanty viz výše.

### Kinetika katalyzované stupňovité polymerace
Vytvoření ab vazby vlivem polykondenzační reakce bylo nejvíce studováno v souvislosti se vznikem esterových či amidových skupin. Důvodem je stabilizace přechodového stavu karbonylovou skupinou, která se účastní vzniku těchto vazeb.

Nukleofilní adice na karbonylovou skupinu. Ve druhém kroku obyčejně nedochází k protonaci alkoxidové skupiny, nýbrž k regeneraci dvojné vazby a vzniku karbonylové skupiny (např. vznik amidu nebo esteru).

Meziprodukt je stabilizován koordinací s protony, kovovými ionty nebo pomocí jiných Lewisových bází. Reakce jsou většinou uskutečněny za přítomnosti kyselého katalyzátoru, nejčastěji sulfonové kyseliny nebo oxidů kovů. Katalyzátor modifikuje rychlost reakce, skrze více krokový mechanismus s menší aktivační energií, než by byla nekatalyzovaná reakce.
Při modelování kinetického modelu budeme předpokládat konstantní koncentraci katalyzátoru v průběhu reakce a rychlostní rovnici vyjádříme jako: 
{\displaystyle -{\frac {d[A]}{dt}}=k_{c}[A][B]}
Tato rovnice nám říká, že časový úbytek koncentrace monomeru A je roven rychlostní konstantě závislé na koncentraci katalyzátoru {\displaystyle k_{c}} a koncentracím složek monomerů {\displaystyle [A][B]}. Integrací tohoto vztahu dostaneme různé výsledky v závislosti na tom, jestli uvažujeme koncentrace monomerů {\displaystyle [A][B]} stejné či nikoliv 
Pro {\textstyle A=B} příslušně integrujeme a obdržíme: 
{\textstyle \int _{A_{0}}^{A}{\frac {1}{[A]^{2}}}\,dA=\int _{t_{0}}^{t}k_{c}\,dt}
{\displaystyle {\frac {1}{A}}-{\frac {1}{A_{0}}}=k_{c}t}
Pro  {\displaystyle A\neq B} příslušně integrujeme a obdržíme: 
{\displaystyle {\frac {1}{A_{0}-B_{0}}}\ln({\frac {AB_{0}}{A_{0}B}})=k_{c}t}
První příklad, tedy A = B je realistická aproximace, pokud uvažujeme, že máme dvě reaktivní skupiny na každé molekule a reakce je provedena stechiometricky. Pro obdržení okamžité koncentrace nezreagovaných skupin A jako funkce času, lze psát: {\displaystyle A={\frac {A_{0}}{1+k_{c}A_{0}t}}}
Dle výsledku lze vidět, že koncentrace A je nepřímo úměrná rychlostní konstantě {\displaystyle k_{c}} a času t, tedy se vzrůstajícím se časem klesá koncentrace monomeru A.
Tuto rovnici můžeme dál upravit a definovat stupeň konverze definovaného jako:
{\displaystyle p=1-{\frac {v_{a}}{v_{a_{0}}}}}
kde zlomek představuje počet nezreagovaného monomeru A. Pokud odečteme tento zlomek od jedničky, dostaneme počet zreagovaného monomeru a tím zaručíme, že stupeň konverze roste se spotřebovaným monomerem. Z tohoto vztahu lze definovat tzv. Carothersův vztah (viz níže), který nám vyjadřuje průměrný stupeň polymerizace jako funkci konverze p. Ukazuje, že jak se konverze limitně blíží k 100 %, polymerní řetězce rostou velmi rychle dle lineární lomené funkce a dosahují velkých molekulových hmotností.
{\displaystyle N_{n}={\frac {1}{1-p}}}

### Termodynamický aspekt polykondenzace
Jelikož kinetické rovnice nepopisují rovnováhu chemické reakce je v průmyslové praxi žádoucí sledovat jak kinetiku polyreakcí, tak termodynamiku, jež umožňuje popis právě chemických rovnováh. 
Pro dosažení vysokých stupních konverze p, a tedy i molekulových hmotností, je potřeba posunout rovnováhu reakce směrem k produktům. U polymeračních reakcí se uplatňuje tzv. Le Chatelierův princip, který nám říká, že na každou změnu systému reaguje systém tak, aby tuto změnu potlačil. Ke kvantitativnímu popisu tohoto zákona lze pomocí chemického potenciálu a Gibbsovy volné energie odvodit následující vztah: 
{\displaystyle \Delta G^{\ominus }=-RT\ln K_{eq}}
kde R je univerzální plynová konstanta, T teplota a {\textstyle K_{eq}} je rovnovážná konstanta. 
- Pokud {\displaystyle \Delta G<0}, reakce je spontánní (příznivá).
- Pokud {\displaystyle \Delta G>0}, reakce je nespontánní (nepříznivá).
- Pokud {\displaystyle \Delta G=0}, systém je v rovnováze.

#### Praktický příklad
Budeme uvažovat učebnicový příklad výroby Poly(ethylen tereftalátu). V průmyslu se tato reakce provádí ve dvou krocích. Z důvodu lepší ceny a lepší rozpustnosti se vychází z dimethylesteru kyseliny tereftalové, která reaguje s ethan-1,2-diolem. Methanol se jednoduše oddestiluje, což zvyšuje čitatel v rovnovážné konstantě neboť snížení koncentrace methanolu se musí kompenzovat navýšením produkce polymeru. To vede k zápornějším hodnotám Gibbsovy energie, tedy rovnováha je posunuta směrem k produktům. Zároveň se reakce provádí s přebytkem ethan-1,2-diolu což urychluje reakci. 

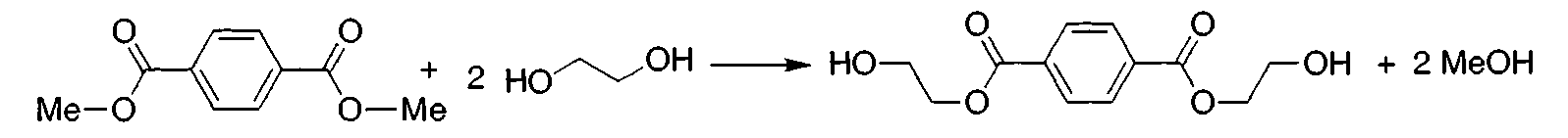
Transesterifikace dimethyl tereftalátu dimethylglykolem

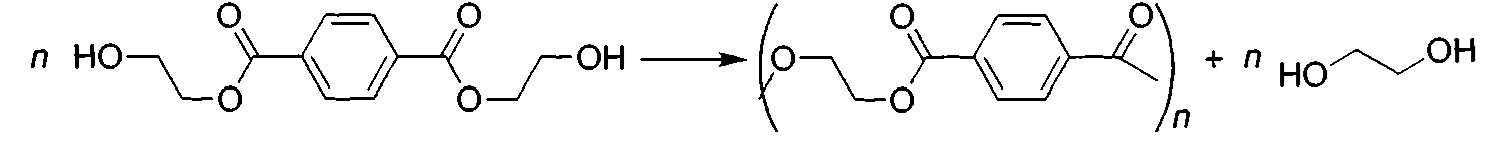
Kondenzace bis(2-hydroxyethyl)tereftalátu

Pro obdržení polymeru se produkt této reakce zahřívá až k {\displaystyle 260^{\circ }C}, čímž dochází ke kondenzaci. Rovnováha se opět v tomto druhém kroku posouvá snížením tlaku či navýšením parciálního tlaku inertního plynu v násadě.

## Kinetika řetězových polymerací
Řetězové polymerace zahrnují fáze iniciace, propagace a terminace. Tento mechanismus je základem pro radikálové, iontové a koordinační polymerace. Pro jednoduchost budeme uvažovat tedy pouze radikálovou polymeraci, neboť iontová a koordinační se jen svých mechanismem mírně liší. 
Radikálová polymerace probíhá přes tři fáze: iniciace, propagace a terminace. Každá z těchto fází má své specifika, které ovlivňují rychlost růstu polymeru.

### Iniciace
První podmínkou pro iniciaci radikálové polymerace je zdroj volných radikálů. Obecně lze využít organických peroxidů nebo hydroperoxidů, azosloučenin, peroxidů anorganických solí či sloučeniny, které po působení elektromagnetického záření podléhají homolytickému štěpení za vzniku radikálů.
Iniciaci lze pro azosloučeniny a peroxidy schematický znázornit jako
{\displaystyle {\ce {[I]->[\Delta] 2[I^*]}}}
Z tohoto důvodu můžeme rychlostní rovnici vyjádřit jako navýšení koncentrace radikálů v čase rovno dvojnásobku koncentrace iniciátoru.
{\displaystyle {\frac {d[I^{*}]}{dt}}=2k_{d}[I]}
Každý generovaný radikál nyní může podstoupit adici na dvojnou vazbu monomeru, čímž vznikne nový radikál na monomeru.
{\displaystyle {\ce {[I^*] + M-> M^*}}}
Vyjádřený následující kinetickou rovnicí
{\displaystyle v_{d}={\frac {dM^{*}}{dt}}=k_{d}[M][I^{*}]}
Tato rovnice nám vyjadřuje jak se mění koncentrace aktivovaného monomeru s koncentrací monomeru a aktivovaného iniciátoru.

### Propagace
Jakmile vznikne první aktivovaný monomer (radikál), začne řetězová reakce zahrnující stále další přidávání na dvojnou vazbu monomeru, toto jde jednoduše vyjádřit jako:
{\displaystyle {\ce {M + [M^*]-> M M^*}}}
Tato reakce může být vyjádřena kinetickou rovnicí
{\displaystyle v_{p}=-{\frac {dM}{dt}}=k_{p}[M][M^{*}]}
Obecně můžeme předpokládat, že rychlost spotřebovaného monomeru je rovna rychlosti vzniku polymeru {\textstyle R_{p}}.
{\displaystyle -{\frac {dM}{dt}}={\frac {d[polymer]}{dt}}=R_{p}}

### Terminace
Vznik aktivních radikálů pomocí iniciátoru není jediný krok, který určuje koncentraci volných radikálů v polymeračním systému. Propagace sama o sobě nemění koncentraci radikálů (při propagaci totiž dochází k přeměně jednoho radikálu v druhý). V řetězové polymeraci taktéž probíhají terminační reakce, které určují koncentraci volných radikálů. Terminace se může realizovat rekombinací nebo disproporcionací, což jsou dva hlavní zástupci terminace.

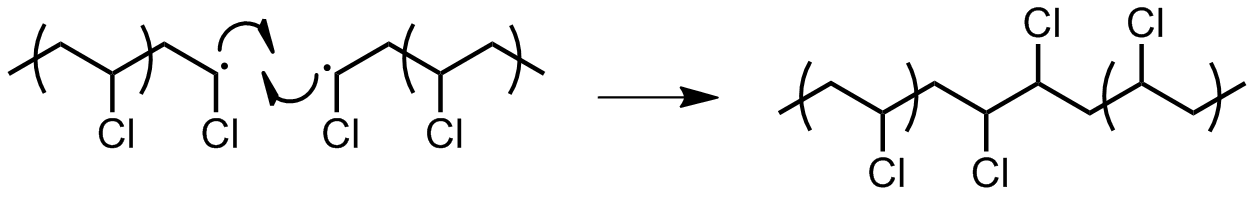
Terminace dvou poly(vinyl chloridových) řetězců rekombinací.

Eliminace radikálů rekombinací probíhá v situaci, kdy dvě růstová centra polymeru reagují za vzniku jednoho "mrtvého" řetězce. 
{\displaystyle {\ce {P_i^* + P_j^* -> P_{i+j}}}}
Děje se tomu tak, že se volné radikály na dvou koncových řetězcích spojí a vytvoří tak kovalentní vazbu. 
Stupeň polymerace obou rostoucích řetězců jsou různé. Při rekombinaci se spojí dvě různě dlouhé řetězce což vede k výraznému navýšení hmotnostně střední molekulové hmotnosti ({\textstyle {\bar {M_{w}}}}). Oproti tomu, početně střední molekulová hmotnost ({\textstyle {\bar {M_{n}}}}) tolik neporoste, což vede k širší distribuci polydisperzity v situacích kde bude četný výskyt rekombinací.

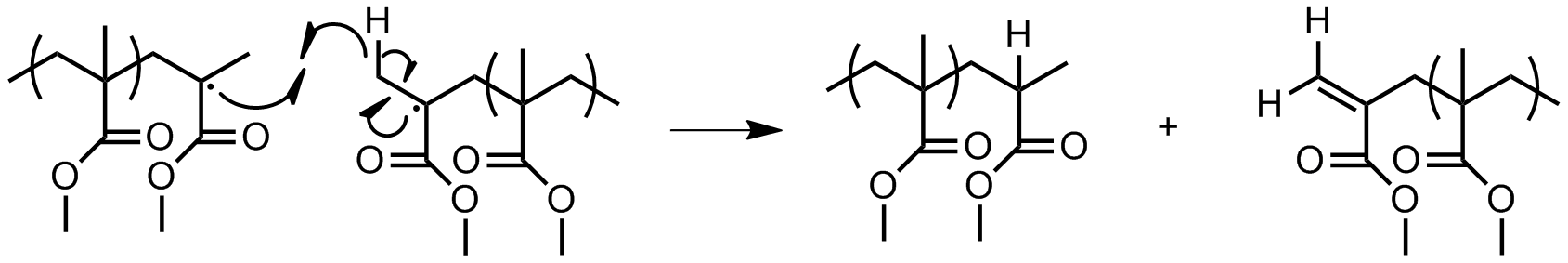
Terminace disproporcionací poly(methylmetakrylátu). Druhý řetězec poskytne β-eliminací vodík za vzniku terminálního alkenu.

Eliminace radikálů disproporcionací probíhá přenosem atomu (vodíku) z jednoho růstového řetězce na druhý. Tím vzniknou dva "mrtvé" řetězce - jeden s nasyceným koncem a druhý s terminální nenasycenou vazbou. Tuto reakci můžeme také volně označovat jako {\displaystyle \beta }-eliminaci za vzniku terminální alkenové vazby. 
Obecnou rovnici, vztahující se na oba způsoby terminace lze popsat následující kinetickou rovnicí: 
{\displaystyle R_{t}=-{\frac {d[P^{*}]}{dt}}=2k_{t}[P^{*}]^{2}}
Rovnice říká, že úbytek koncentrace radikálu v čase je úměrná koncentraci radikálů na druhou násobenou dvěma a rychlostní konstantou. Druhá mocnina vychází ze sledování pravděpodobnosti nezávislých jevů, kde {\textstyle [P^{*}]} je pravděpodobnost srážky, která je úměrná koncentraci radikálů. Jestliže mluvíme o dvou srážkách, pak pravděpodobnost dvou nezávislých jevů je součin jednotlivých pravděpodobností. Dále, faktor 2 v rovnici znamená, že každá terminace odstraní dva radikály z reakční směsi. Tato rovnice platí jak pro terminaci, tak pro disproporcionaci, kde rozdíl spočívá v rychlostní konstantě.
Další způsoby terminace zahrnují kombinaci rostoucího řetězce s iniciátorem. Pokud se v reakční směsi nachází vysoká koncentrace iniciátoru, může dojít k předčasné terminaci a vzniku krátkých řetězců polymeru, tedy polymeru o malých molekulových hmotnostech. Terminace může rovněž probíhat skrze interakce polymeru s nečistotami, nejčastěji s kyslíkem.

### Přenos řetězce

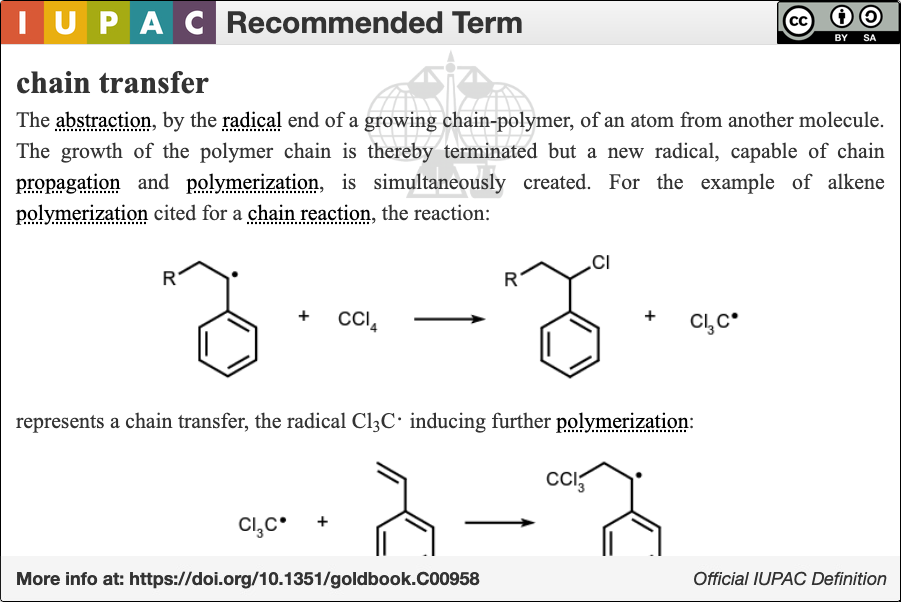

K terminaci může docházet také přenosem řetězce. Jedná se o typ terminace, při které dochází k zániku jednoho radikálu, ale zároveň vzniku jiného. Jako příklad bude uveden pouze přenos na rozpouštědlo, při kterém dochází k eliminaci vodíku či jiného atomu na molekule rozpouštědla za vzniku jeho radikálu. Po proběhnutí tohoto přenosu již není možná další propagace řetězce, což má za následek snížení polymeračního stupně a tedy i molekulové hmotnosti, Dále viz Radical polymerization.

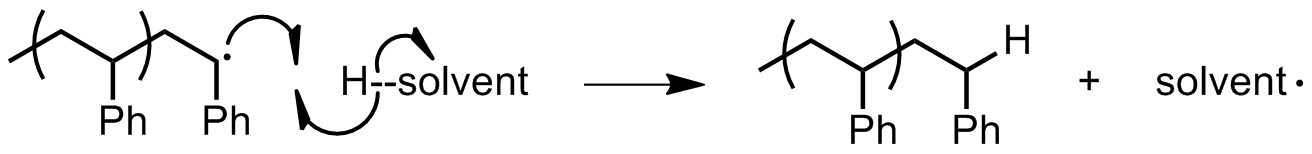
Přenos řetězce z polystyrenu na rozpouštědlo.

### Termodynamický aspekt řetězové polyreakce
U polymerizace obecně dochází k poklesu entropie především z důvodu poklesu počtu stupňů volnosti. Téměř pro všechny polymerizační reakce platí vztah {\displaystyle \Delta S_{p}<0}. Jelikož depolymerizace je  entropicky výhodnějším stavem, musí být entalpie {\displaystyle \Delta H_{p}} dostatečně malá, aby tuto změnu kompenzovala. Jen poté bude {\textstyle \Delta G_{p}=\Delta H-T\Delta S_{p}} negativní a systém bude podporovat polymerizaci. V praxi se v souvislosti s řetězovou polymerací setkáváme s tzv. stropní teplotou ({\displaystyle T_{c}}), která vyjadřuje stav, kdy polymerační násada dosáhne rovnováhy (rychlost polymerizace = rychlost depolymerizace), obecně {\displaystyle \Delta G_{p}=0}.
U radikálové polymerace je znalost stropní teploty klíčová. Bez znalosti této hodnoty nemáme kontrolu nad průběhem reakce, molekulovou hmotností a také rychlostí reakce. Pokud by byla polymerace prováděna nad stropní teplotou {\displaystyle T>T_{c}}, bude systém favorizovat depolymeraci namísto polymerace a rovnováha bude posunuta směrem k monomerům (reaktantům). 

#### Praktický příklad
Během polymerace v bloku může v určitých místech reaktoru docházet k rychlému nárůstu viskozity. Tento nárůst viskozity omezuje pohyblivost molekul monomerů a volných radikálů, což zpomaluje jejich difuzi. V důsledku toho se volné radikály koncentrují v reakční směsi a jejich zvýšená koncentrace urychluje polymerační reakci, což vede ke zvýšené produkci tepla.
Pokud se teplo nestačí odvádět, dojde k lokálnímu přehřátí systému, které dále zvyšuje rychlost polymerace, což je projevem autoakcelerace. Tento jev, známý jako gel efekt, představuje souboj kinetických a termodynamických vlivů. Na první pohled by zvýšení teploty mělo podle termodynamiky posunout rovnováhu zpět k reaktantům. Avšak za adiabatických podmínek, kdy se teplo nemůže dostatečně rozptýlit, převládne kinetický vliv, což vede k dalšímu urychlení reakce.
Gel efekt je velmi nebezpečný v průmyslových výrobách. Důvodem nebezpečnosti tohoto jevu je nedostatečná kontrola nad reakcí, jejímž výsledkem je velká distribuce molekulových hmotností. Gel efekt také způsobuje rychlou tvorbu polymeru s vysokou viskozitou, což může vést k zapolymerování reaktoru. Tento stav ztěžuje čištění a údržbu zařízení, a v extrémních případech může způsobit nevratné poškození reaktoru. Krajním případem může být až exploze reaktoru vlivem rychlého nárůstu tlaku v systému.